# Gyges i żona Kandaulesa
Gyges i żona Kandaulesa (niem. Die Frau des Kandaules entdeckt den versteckten Gyges) – obraz namalowany przez Eglona van der Neera.

Temat obrazu został zaczerpnięty z Dziejów Herodota. Znany był również dzięki zbiorowi alegorii i wierszy o charakterze dydaktycznym autorstwa Jacoba Catsa. Król Kandaules bardzo kochał swoją żonę i uważał ją za najpiękniejszą kobietę na świecie. We wszystkich szczegółach opisywał ją swojemu kopiście Gygesowi, lecz podejrzewał, iż on nie podziela jego zdania. Obmyślił plan by sługa, gdy on i jego żona będą szykowali się do snu, schował się za kotarą i z ukrycia ocenił piękne ciało kobiety. Gyges wzbraniał się początkowo, ale w końcu przystał na plan króla: 

I Giges przyglądał się, jak po wejściu rozbierała się z szat, Gdy zaś niewiasta, idąc ku łożu, odwróciła się doń tyłem, wysunął się spoza drzwi i wyszedł. Wtedy ona wychodzącego zobaczyła i zrozumiała, że to sprawka męża. Ale jakkolwiek wstyd jej było, nie wydała żadnego okrzyku i zachowała pozory, jak gdyby niczego nie zauważyła; w duchu jednak postanowiła zemścić się na Kandaulesie (Herodot, Dzieje 1,9-10)

 W późniejszym czasie Gyges z rozkazu kobiety zabił swojego pana ratując w ten sposób własne życie.

## Opis obrazu
Eglon van der Neer bardzo wiernie odtworzył historię Kandaulesa. Wybrał moment gdy jego żona zdejmuje ostatnią swoją szatę i staje naga przed mężem. Jest zwrócona w stronę Kandaulesa, ale spogląda na podglądającego ją Gygesa widocznego z lewej strony za zasłoną. Jest to chwila, w której zrozumiała plan swojego męża. Po lewej stronie na krześle leżą pozostałe części jej garderoby. Połyskująca satynowa suknia kontrastuje z aksamitnym baldachimem. Scena rozgrywa się w bogatej, siedemnastowiecznej komnacie, będącej symbolem Złotego Wieku malarstwa holenderskiego. Modna fryzura na głowie kobiety również pozwala na dokładnie datowanie obrazu.